# Currywurst
Currywurst er en stegt eller fritteret kogepølse eller bratwurst, som sædvanligvis bliver opskåret og tilsat krydret ketchup og karrypulver. Den serveres ofte med hvidt brød eller pommes frites. Currywursten regnes at have sit ophav i Berlin, men har spredt sig til store dele af Tyskland.

## Berliner Currywurst
Deutsches Currywurst Museum har anslået, at der bliver spist 800 millioner currywurst i Tyskland hvert år, heraf 70 millioner alene i Berlin.